# John W. Fishburne
John Wood Fishburne (* 8. März 1868 bei Charlottesville, Virginia; † 24. Juni 1937 ebenda) war ein US-amerikanischer Politiker. Zwischen 1931 und 1933 vertrat er den Bundesstaat Virginia im US-Repräsentantenhaus.

## Werdegang
John Fishburne war ein Cousin des Kongressabgeordneten Maury Maverick (1895–1954). Er besuchte die Pantop’s Academy nahe Charlottesville und studierte danach an der Washington and Lee University in Lexington. In den Jahren 1886 und 1887 war er Lehrer an der Fishburne Military Academy in Waynesboro. Nach einem anschließenden Jurastudium an der University of Virginia und seiner 1890 erfolgten Zulassung als Rechtsanwalt begann er in Charlottesville in diesem Beruf zu arbeiten. Außerdem wurde er in der Landwirtschaft tätig. Gleichzeitig schlug er als Mitglied der Demokratischen Partei eine politische Laufbahn ein. Von 1895 bis 1897 saß er im Abgeordnetenhaus von Virginia. Zwischen 1913 und 1930 war er Richter im achten Gerichtsbezirk seines Staates.
Bei den Kongresswahlen des Jahres 1930 wurde Fishburne im siebten Wahlbezirk von Virginia in das US-Repräsentantenhaus in Washington, D.C. gewählt, wo er am 4. März 1931 die Nachfolge von Jacob A. Garber antrat. Da er im Jahr 1932 auf eine weitere Kandidatur verzichtete, konnte er bis zum 3. März 1933 nur eine Legislaturperiode im Kongress absolvieren. Diese war von den Ereignissen der Weltwirtschaftskrise geprägt.
Nach dem Ende seiner Zeit im US-Repräsentantenhaus praktizierte John Fishburne wieder als Anwalt. Er starb am 24. Juni 1937 nahe Charlottesville.